# Josh Duhon
Joshua Wilson Duhon es un actor estadounidense, conocido por haber interpretado a Logan Hayes en la serie General Hospital.

## Biografía
Es hijo de Robert Duhon (un militar), tiene un hermano menor Jerrod Duhon.

## Carrera
Josh fue modelo para "L.A. Models Agency".
El 7 de marzo de 2007, se unió al elenco principal de la exitosa serie General Hospital, donde interpretó a Logan Houston Hayes hasta el 2 de septiembre de 2008.

## Filmografía

### Series de televisión
| Año         | Título           | Personaje   | Notas                             |
| ----------- | ---------------- | ----------- | --------------------------------- |
| 2016        | NCIS             | Darren Lee  | episodio "Where There's Smoke..." |
| 2015        | Bullors          | David       | episodio "David"                  |
| 2007 - 2008 | General Hospital | Logan Hayes | 202 episodios                     |
| 2006        | Passions         | Sam         | 4 episodios                       |
| 2006        | Criminal Minds   | Rammy       | episodio "The Tribe"              |

### Películas
| Año  | Título       | Personaje      | Notas                                                                                                |
| ---- | ------------ | -------------- | --- |
| 2014 | West         | Dave Rudabaugh | corto - junto a Dylan Agajanian, Brett Baker, Fritz Boniface, Al Bringas, Henry Burge y Eric Etebari |
| 2007 | Boxboarders! | Jason          | junto a James Immekus, Austin Basis, Michelle Alexis, Michelle Pierce y Mitch Eakins                 |
| 2005 | Sweetwater   | Jason Judd     | corto - junto a Patricia Campbell, Drew Waters, Rick Morrow, Shannon Hughes y Preslee Waters         |

### Apariciones
| Año  | Programa              | Notas       |
| ---- | --------------------- | ----------- |
| 2012 | ATSN: Stop the Threat | 3 episodios |